# トゥーズ・ミッシング
『トゥーズ・ミッシング』（Two's Missing）は、イングランドのロック・バンドであるザ・フーのコンピレーション・アルバムである。彼等が解散していた1987年にアメリカで発表された。

## 概要

### 経緯
本作はMCAレコードが1985年に発表したアルバム『フーズ・ミッシング』の続編に相当し、前編と同様に、シングルで発表されたアルバム未収録曲、未発表のスタジオ音源、ライブ録音が収録された。

### 内容
収録曲は1964年から1971年までの期間に録音された14曲で、オリジナルが6曲、カヴァーが8曲である。オリジナルの「マイ・ワイフ」のライブ録音、カヴァーの「ゴーイン・ダウン」、「モータリング」は、本作で初めて発表された。

#### オリジナル

##### 未発表音源
- マイ・ワイフ（英語版） My Wife（Live）
1971年12月13日、サンフランシスコのシビック・オーディトリウム（英語版）で録音[2]。原曲はアルバム『フーズ・ネクスト』（1971年）収録。

##### アメリカでの未発表曲
- ドッグス（英語版） Dogs
イギリスでは1968年6月14日にシングル発表され[3]、同年10月に発表された編集アルバム『ダイレクト・ヒッツ』に収録された。
- ウォーター　Water
1970年に録音され、イギリスではシングル『5:15』（1973年）のB面に収録された[4]。

##### アメリカでのアルバム未収録曲
- ドッグス・パート2　Dogs Part 2
シングル『ピンボールの魔術師（Pinball Wizard）』（1969年）のB面収録曲[5]。
- ワスプマン（英語版） Waspman
シングル『奴らに伝えろ（英語版）（Relay）』（1972年）のB面収録曲[6]。イギリスではポリドール・レコードが1983年に発表した編集アルバム『レアリティーズ（英語版）』[7]に収録された。
- サークルズ（Circles）（Revised version）
「サークルズ」には、1966年1月12日と13日にロンドンのIBCスタジオでシェル・タルミー（英語版）のプロデュ―スによって録音されたもの[8]と、同月末にロンドンのオリンピック・スタジオでザ・フーのプロデュ―スによって録音されたもの[9]が存在する。本作に収録された'Revised version'は後者で、アメリカでは未発表だった[注釈 2]。この'Revised version'は、1966年3月4日にイギリスでリアクション・レコード（英語版）から発表されたシングル『恋のピンチ・ヒッター』（Reaction 591001）のB面に収録されたもの[10]、同日発表されたシングル（Reaction 591001）のB面に「インスタント・パーティ」と改題されて収録されたもの[11]と同一である[注釈 3]。

#### カヴァー

##### 未発表音源
- ゴーイン・ダウン　Goin' Down（Live）
本作の「マイ・ワイフ」や『フーズ・ミッシング』に収録された「バーゲン」と共に、1971年12月13日、サンフランシスコのシビック・オーディトリウムで録音された[2]。原曲はドン・ニックスが1969年にプロデュ―スしたMoloch[12]のアルバム[13]に提供した楽曲（Going Down）で、フレディ・キングやジェフ・ベック・グループなどに取り上げられた。
- ヒート・ウェイヴ Heat Wave (Original version）
同曲は1966年8月に録音されたものがセカンド・アルバム『ア・クイック・ワン』（1966年）に収録された[注釈 4]が、このOriginal versionは、1965年4月、ロンドンのIBCスタジオでタルミーのプロデュ―スによって録音された[14]。原曲はエディ・ホーランド（英語版）、ブライアン・ホーランド（英語版）、ラモント・ドジャー（英語版）が構成したアメリカのソングライター・チームであるホーランド＝ドジャー＝ホーランドの楽曲で、1963年7月にマーサ&ザ・ヴァンデラスが発表した。
- モータリング　Mortoring
「ヒート・ウェイヴ」と同じく1965年4月の録音[14]。原曲はウィリアム・ "ミッキー" ・スティーヴンソン（英語版）作。スティーヴンソンとアイヴィ・ジョー・ハンター（英語版）のプロデュースでマーサ&ザ・ヴァンデラスによって録音され、1965年にシングルのB面に収録された[15]。

##### アメリカでの未発表曲
- アイム・ア・マン（英語版） I'm a Man
「ヒート・ウェイヴ」と同じく1965年4月の録音[14]。イギリスではデビュー・アルバムMy Generationに収録されたが、アメリカでのデビュー・アルバムThe Who Sings My Generationでは「サークルズ」改め「インスタント・パーティ」に差し替えられた[16]。ボ・ディドリーが本名のエラス・マクダニエルの名義で作詞作曲し、ディドリーの名義で1955年に発表した。
- ダディー・ローリング・ストーン　Daddy Rolling Stone
1965年4月12日から14日にかけて、ロンドンのIBCスタジオでタルミーのプロデュースにより行なわれたレコーディング・セッションで録音され[17]、同年5月21日にイギリスで発表されたシングル『エニウェイ・エニハウ・エニホエア』[18][19]のB面に収録された。ニッキー・ホプキンス（ピアノ）が参加。原曲はアメリカのブルース・シンガーのオーティス・ブラックウェル（英語版）のDaddy Rollin' Stoneで、彼が1953年に発表したデビュー・シングルのB面に収録された[20]。
- ラスト・タイム The Last Time (Mono)
- アンダー・マイ・サム　Under My Thumb (Mono)
アメリカでの未発表録音。1967年6月に大麻所持の容疑で起訴されたミック・ジャガーとキース・リチャーズを救援する目的で、6月28日にロンドンのデ・レーン・リー・スタジオ（英語版）で急遽録音された。新婚旅行中のジョン・エントウィッスルに代わってタウンゼントがベース・ギターを演奏した。「ラスト・タイム」をA面、「アンダー・マイ・サム」をB面に収録したシングルが6月30日にイギリスで発表された。

##### アメリカでのアルバム未収録曲
- ボールド・ヘデッド・ウーマン　Bold Headed Woman（Mono）
1964年11月ロンドンのパイ・スタジオでタルミーのプロデュースにより録音され、同年12月にアメリカ、1965年1月にイギリスで発表されたシングル『アイ・キャント・エクスプレイン』[21]のB面に収録された。作者が特定されていないブルースをタルミーが編曲したもので、彼がプロデュ―スしたキンクスのデビュー・アルバム（1964年）で取り上げられていた。

## 収録曲
LP
| #         | タイトル                                              | 作詞・作曲                 | 録音年月日及び場所・プロデュ―サー・オリジナル                                                                                     | 時間  |
| --------- | ----------------------------------------------------- | -------------------------- | --- | ----- |
| 1.        | 「ボールド・ヘデッド・ウーマン（Bald Headed Woman）」 | Shel Talmy                 | - 1965年3月、IBC スタジオ、ロンドン - シェル・タルミー - シングル『マイ・ジェネレーション』B面（1965年10月29日、1965年11月20日）  | 2:09  |
| 2.        | 「アンダー・マイ・サム（Under My Thumb）」            | Mick Jagger, Keith Richard | - 1967年6月29日、デ・レーン・リー・スタジオ、ロンドン - キット・ランバート - シングル『ラスト・タイム』B面（1968年6月30日）       | 2:35  |
| 3.        | 「マイ・ワイフ（My Wife）」(Live)                     | John Entwistle             | - 1971年12月13日、シビック・オーディトリウム、サンフランシスコ - ザ・フー - 本アルバム                                            | 6:38  |
| 4.        | 「アイム・ア・マン（I'm a Man）」                     | Ellas McDaniel             | - 1965年3月、IBC スタジオ、ロンドン - シェル・タルミー - アルバム『マイ・ジェネレーション』（1965年12月）                         | 3:11  |
| 5.        | 「ドッグス（Dogs）」                                  | Pete Townshend             | - 1968年5月、アドビジョン・スタジオ、ロンドン - キット・ランバート - シングル『ドッグズ』A面（1968年6月14日）                     | 3:05  |
| 6.        | 「ドッグズ・パート2（Dogs Part 2）」                  | Keith Moon, Towser, Jason  | - 1969年2月12日、IBC スタジオ、ロンドン - キット・ランバート - シングル『ピンボールの魔術師』B面（1969年3月7日、1969年3月22日）   | 2:26  |
| 7.        | 「サークルズ（Circles）」(Revised version)            | Townshend                  | - 1966年1月、オリンピック・スタジオ、ロンドン - ザ・フー - シングル『恋のピンチ・ヒッター』（Reaction 591001）B面（1966年3月4日） | 2:29  |
| 合計時間: | 合計時間:                                             | 合計時間:                  | 合計時間: | 22:33 |

| #         | タイトル                                                  | 作詞・作曲                                            | 録音年月日及び場所・プロデュ―サー・オリジナル                                                                               | 時間  |
| --------- | --------------------------------------------------------- | ----------------------------------------------------- | --- | ----- |
| 1.        | 「ラスト・タイム（The Last Time）」                       | Jagger, Richard                                       | - 1967年6月29日、デ・レーン・リー・スタジオ、ロンドン - キット・ランバート - シングル『ラスト・タイム』A面（1968年6月30日） | 2:50  |
| 2.        | 「ウォーター（Water）」                                   | Townshend                                             | - 1970年3月頃、イール・パイ・スタジオ、ロンドン - ピート・タウンゼント - シングル『5.15』B面（1973年10月5日）               | 4:32  |
| 3.        | 「ダディー・ローリング・ストーン（Daddy Rolling Stone）」 | Otis Blackwell                                        | - 1965年4月、IBC スタジオ、ロンドン - シェル・タルミー - シングル『エニウェイ・エニハウ・エニホエア』B面（1965年5月21日）   | 2:48  |
| 4.        | 「ヒート・ウェイヴ（Heat Wave）」(Original version)       | Lamont Dozier, Brian Holland, Eddie Holland           | - 1965年4月、IBCスタジオ、ロンドン - シェル・タルミー - 本アルバム                                                          | 2:40  |
| 5.        | 「ゴーイン・ダウン（Goin' Down）」(Live)                  | Don Nix                                               | - 1971年12月13日、シビック・オーディトリウム、サンフランシスコ - ザ・フー - 本アルバム                                      | 3:41  |
| 6.        | 「モータリング（Mortoring）」                             | Ivy Jo Hunter, Phil Jones, William "Mickey" Stevenson | - 1965年4月、IBCスタジオ、ロンドン - シェル・タルミー - 本アルバム                                                          | 2:50  |
| 7.        | 「ワスプマン（Waspman）」                                 | Moon                                                  | - 1972年8月7日、オリンピック・スタジオ、ロンドン - ザ・フー - シングル『奴等に伝えろ』B面（1972年12月22日、1972年11月25日） | 3:05  |
| 合計時間: | 合計時間:                                                 | 合計時間:                                             | 合計時間: | 22:26 |

CD
| #         | タイトル                                                    | 作詞・作曲                                            | 録音年月日及び場所・プロデュ―サー・オリジナル                                                                                     | 時間  |
| --------- | ----------------------------------------------------------- | ----------------------------------------------------- | --- | ----- |
| 1.        | 「ボールド・ヘデッド・ウーマン（Bald Headed Woman）」(Mono) | Shel Talmy                                            | - 1965年3月、IBC スタジオ、ロンドン - シェル・タルミー - シングル『マイ・ジェネレーション』B面（1965年10月29日、1965年11月20日）  | 2:09  |
| 2.        | 「アンダー・マイ・サム（Under My Thumb）」(Mono)            | Mick Jagger, Keith Richard                            | - 1967年6月29日、デ・レーン・リー・スタジオ、ロンドン - キット・ランバート - シングル『ラスト・タイム』B面（1968年6月30日）       | 2:35  |
| 3.        | 「マイ・ワイフ（My Wife）」(Live)                           | John Entwistle                                        | - 1971年12月13日、シビック・オーディトリウム、サンフランシスコ - ザ・フー - 本アルバム                                            | 6:38  |
| 4.        | 「アイム・ア・マン（I'm a Man）」                           | Ellas McDaniel                                        | - 1965年3月、IBC スタジオ、ロンドン - シェル・タルミー - アルバム『マイ・ジェネレーション』（1965年12月）                         | 3:11  |
| 5.        | 「ドッグス（Dogs）」                                        | Pete Townshend                                        | - 1968年5月、アドビジョン・スタジオ、ロンドン - キット・ランバート - シングル『ドッグズ』A面（1968年6月14日）                     | 3:05  |
| 6.        | 「ドッグズ・パート2（Dogs Part 2）」(Mono)                  | Keith Moon, Towser, Jason                             | - 1969年2月12日、IBC スタジオ、ロンドン - キット・ランバート - シングル『ピンボールの魔術師』B面（1969年3月7日、1969年3月22日）   | 2:26  |
| 7.        | 「サークルズ（Circles）」(Revised version, mono)            | Townshend                                             | - 1966年1月、オリンピック・スタジオ、ロンドン - ザ・フー - シングル『恋のピンチ・ヒッター』（Reaction 591001）B面（1966年3月4日） | 2:29  |
| 8.        | 「ラスト・タイム（The Last Time）」(mono)                   | Jagger, Richard                                       | - 1967年6月29日、デ・レーン・リー・スタジオ、ロンドン - キット・ランバート - シングル『ラスト・タイム』A面（1968年6月30日）       | 2:50  |
| 9.        | 「ウォーター（Water）」                                     | Townshend                                             | - 1970年3月頃、イール・パイ・スタジオ、ロンドン - ピート・タウンゼント - シングル『5.15』B面（1973年10月5日）                     | 4:32  |
| 10.       | 「ダディー・ローリング・ストーン（Daddy Rolling Stone）」   | Otis Blackwell                                        | - 1965年4月、IBC スタジオ、ロンドン - シェル・タルミー - シングル『エニウェイ・エニハウ・エニホエア』B面（1965年5月21日）         | 2:48  |
| 11.       | 「ヒート・ウェイヴ（Heat Wave）」(Original version)         | Lamont Dozier, Brian Holland, Eddie Holland           | - 1965年4月、IBCスタジオ、ロンドン - シェル・タルミー - 本アルバム                                                                | 2:40  |
| 12.       | 「ゴーイン・ダウン（Goin' Down）」(Live)                    | Don Nix                                               | - 1971年12月13日、シビック・オーディトリウム、サンフランシスコ - ザ・フー - 本アルバム                                            | 3:41  |
| 13.       | 「モータリング（Mortoring）」                               | Ivy Jo Hunter, Phil Jones, William "Mickey" Stevenson | - 1965年4月、IBCスタジオ、ロンドン - シェル・タルミー - 本アルバム                                                                | 2:50  |
| 14.       | 「ワスプマン（Waspman）」                                   | Moon                                                  | - 1972年8月7日、オリンピック・スタジオ、ロンドン - ザ・フー - シングル『奴等に伝えろ』B面（1972年12月22日、1972年11月25日）       | 3:05  |
| 合計時間: | 合計時間:                                                   | 合計時間:                                             | 合計時間: | 44:59 |

## 参加ミュージシャン
※番号はCDのトラック・ナンバーを示す。
- ロジャー・ダルトリー（Roger Daltrey） – ヴォーカル
- ピート・タウンゼント（Pete Townshend） – ギター、キーボード、ヴォーカル、ベース・ギター（#2、#8）
- ジョン・エントウィッスル（John Entwistle） – ベース・ギター（#2、#8を除く）、金管楽器、ヴォーカル
- キース・ムーン（Keith Moon） – ドラムス、ヴォーカル

- ニッキー・ホプキンス（Nicky Hopkins） – ピアノ（#10）